# Пилипів Федір Михайлович
Фе́дір Миха́йлович Пилипів (нар. 8 лютого 1978, смт. Лисець, Тисменицький район, Івано-Франківська область, Українська РСР, СРСР) — український футболіст, гравець у футзал, тренер, майстер спорту міжнародного класу. Один з головних гвардійців і найрезультативніших гравців збірної України з футзалу.

## Біографія

### Клубна кар'єра
Федір Пилипів народився в смт Лисець, що на Івано-Франківщині. Почав займатися футболом ще до школи, першим тренером був відомий у минулому футболіст Микола Пристай. Після закінчення школи рік навчався у Івано-Франківському коледжі фізичного виховання — там тренером був Віктор Яценко. Після того пішов служити до війська. Відслуживши місяць у Бердичеві, у танкових військах, був переведений у спортроту, добре проявив себе у чемпіонаті збройних сил з футболу, після чого опинився на зборах у другій команді столичного ЦСКА (Київ), де пробув два місяці. Після цього почав грати у футзал, а згодом поїхав виступати на першості військових округів з футзалу у Мукачевому. Саме на цих змаганнях його помітили головний тренер та начальник команди «Дніпроспецсталь» (Олександр Гуржеєв та Віктор Будін відповідно). Спершу Пилипіву не вдавалось закріпитися у основі «Дніпроспецсталі», і він трохи пограв за фарм-клуб — команду «Університет». В команді змінився головний тренер — Олександра Гуржеєва змінив Сергій Комлєв, який не бачив Пилипіва в «основі». Через це Федір вирішив повернутись у великий футбол і почав грати в ірпінській команді «УФЕІ» (зараз «Податкова академія») в чемпіонаті України з футболу серед аматорів. Після закінчення чемпіонату України, Пилипів у складі команди «УФЕІ» під вивіскою аматорської збірної України з футболу виборов «бронзу» у першому Кубку регіонів УЄФА в 1999 році. Однак після цього тріумфу він повернувся у Запоріжжя, де знову змінився головний тренер — граючим тренером став Раміс Мансуров, який і повірив в Пилипіва: це все вплинуло на остаточне рішення займатися саме міні-футболом. Впродовж наступних років він став беззаперечним гравцем «основи», а згодом й капітаном команди.
Перед сезоном 2004/2005 у Пилипіва закінчився контракт з «Дніпроспецсталлю» і він пристав на пропозицію тогочасного флагмана українського футзалу — донецького МФК Шахтар, який незважаючи на контакт гравця, який вже закінчився, виплатив «Дніпроспецсталі» 10000 доларів як за гравця збірної України (як того вимагали тодішні правила). В сезоні 2005/2006 Федір допоміг «гірниками» дійти до півфіналу Кубка УЄФА відзначившись 5 разів. 3 лютого 2006 року Федір потрапив у страшну аварію, після чого більше року не з'являвся на майданчику, але переборовши всі негаразди продовжив свою футзальну кар'єру. З часом Федір став капітаном команди і з донеччанами виграв три чемпіонства, двічі виборював кубок та суперкубок України.
Після сезону 2007/2008 у Пилипіва закінчився контракт з МФК Шахтар і він отримав дві пропозиції — від єкатеринбурзької «ВІЗ-Сінари» та івано-франківського «Урагану». Зваживши всі «за» і «проти» Федір прийняв пропозицію Урагану і повернувся в рідні краї. У складі Урагану Пилипів отримав капітанську пов'язку та в останньому третьому сезоні в команді виграв свій 4-й титул чемпіона. Відпрацювавши свій контракт в Урагані, влітку 2012 року Пилипів встиг пограти в кубку Запорізької області з пляжного футболу за команду «Арніка», з якою він виграв «срібло» і став найкращим захисником турніру, а також у команді «Фортуна» в чемпіонаті Запоріжжя по футболу 8х8. Перед початком нового сезону він прийняв пропозицію від головного тренера «ДЮСШ-5-Мегапром» Мансура Хаймурзіна, який розбавляв молоду команду досвідченими майстрами для вирішення серйозних задач у першій лізі. Проте результати першого кола були не дуже вдалими і керівництво команди ухвалило рішення попрощатися з Пилипівим.
З початку 2012 року Пилипів захищає кольори команди «Сіал Джет», яка виступає в Прем'єр-лізі чемпіонату Запоріжжя з міні-футболу, з якою він вже встиг виграти кубок Запоріжжя.
За час своєї кар'єри у вищій лізі чемпіонату України встиг відзначитися 156-ма забитими м'ячами, до яких додав 23 голи у Кубку.
27 листопада 2018 року очолив одеський «Епіцентр К Авангард», але по завершенні сезону залишив свою посаду.

## Кар'єра у збірній
У 2000 у складі студентської збірної України з футзалу Пилипів їздив на чемпіонат світу серед студентів, на якому йому вдалося двічі розписатися у воротах суперника. В цьому ж році він дебютував у збірній України з футзалу і відтоді одразу ж застовпив за собою місце основного гравця, а вже в наступному — 2001 році поїхав на чемпіонат Європи з футзалу, на якому він зіграв у всіх 5 матчах (1 гол, 2 гольові передачі), а збірна України стала віце-чемпіоном. Разом зі збірною Пилипів не пропускав жодного міжнародного турніру, виступивши на чемпіонатах Європи з футзалу 2003 (5 матчів, 2 голи) та 2005 (4 матчі, 1 гол) рр. та чемпіонаті світу з футзалу 2004 року (6 матчів, 2 гольові передачі). Чемпіонат Європи з футзалу 2007 року Федір пропустив через те, що не встиг набрати оптимальну форму через вимушену паузу, пов'язану з автокатастрофою. На матчах Чемпіонаті світу з футзалу 2008 року у Бразилії Пилипів вже виводив збірну як капітан команди, взявши участь у 6-ти з 7-ми матчів команди на турнірі. Останній м'яч за збірну Пилипів забив 26 листопада 2009 року у товариському матчі проти збірної Румунії. Востаннє в футболці національної збірної він виходив 12 січня 2010 року у товариському матчі проти збірної Польщі у рамках підготовки до чемпіонату Європи з футзалу 2010 року, до заявки команди на який він не потрапив.

## Титули та досягнення
- Чемпіон України з футзалу (4): 2004/2005, 2005/2006, 2007/08, 2010/11
- Срібний призер чемпіонату України з футзалу: 2003/2004
- Бронзовий призер чемпіонату України з футзалу (5): 1999/2000, 2000/01, 2001/02, 2002/03, 2006/07
- Володар Кубка України з футзалу (2): 2001/02, 2005/06
- Володар Суперкубка України з футзалу (2): 2005, 2006
- Півфіналіст Кубка УЄФА 2005/2006
- Віце-чемпіон Європи (2): 2001, 2003
- Бронзовий призер Кубку регіонів УЄФА 1999
- Чемпіон Кубку Запоріжжя з пляжного футболу 2012
- Найкращий захисник Кубку Запоріжжя з пляжного футболу 2012[16]
- Володар Кубку Запоріжжя з футзалу 2012

#### Особисті
- У списку 18 найкращих гравців України: 2000/01
- У списку 15 найкращих гравців України (3): 2001/02, 2002/03, 2004/05
- Найкращий нападник «Кубка великого Дніпра»: 2002 р.[17].

### Цікаві факти
- Після результативних передач чи забитих голів завжди піднімає руки догори, що означає «Слава Богу»[18]
- Полюбляє грати у боулінг та більярд[19]